# Дальняя идентификация
Дальняя идентификация — технология радиочастотной идентификации (RFID), которая позволяет регистрировать снабженные активными радиочастотными метками объекты на больших расстояниях (до 50 метров) от регистрирующего (считывающего) устройства.
Использование технологии позволяет решить большое количество задач в различных областях деятельности: идентификация автотранспорта, системы безопасности, логистика, складской учёт, автоматизация производств и т. д.
Системы, используемые для дальней идентификации, как правило состоят из трех элементов:

- Считыватель (ридер)
- Радиочастотные метки (транспондеры, тэги)
- Программное обеспечение (система обработки данных)

## Принцип работы
На объект, который необходимо контролировать (например, автомобиль), устанавливается радиочастотная метка. При попадании объекта с меткой в зону действия считывателя считыватель принимает от метки содержащуюся в ней информацию об объекте и передаёт её в вычислительное устройство (например, персональный компьютер), снабженное специальным программным обеспечением.
Для радиочастотной идентификации могут применяться два типа меток в зависимости от наличия в них автономного батарейного питания: активные и пассивные. Применение в системах дальней идентификации активных меток, работающих на сверхвысоких частотах и автономном батарейном питании, отличает эти системы от стандартных пассивных RFID-систем и делает возможным идентификацию объектов на больших расстояниях (до 50 м). 

### Режим доступа
В этом режиме считыватель интегрируется в стандартную систему контроля и управления доступом (СКУД). Как только в зоне его действия оказывается метка, находящаяся у человека или установленная в автомобиле, информация с неё через считыватель поступает в контроллер СКУД, который открывает преграждающее устройство.
Система дальней идентификации не требует остановки машины, открытия окон и близкого поднесения метки к считывателю, что делает её максимально комфортной для управления доступом на платные парковки, автостоянки и для пропуска VIP-персон.

### Режим мониторинга
В режиме мониторинга считыватели в комплекте  с метками позволяют решать задачи по учёту наличия и перемещения контролируемых объектов на заданной территории в реальном времени. При этом возможна запись, хранение получаемой информации и генерирование тревожных сигналов при появлении или исчезании метки с контролируемой территории.
Режим мониторинга используется при решении следующих задач:
- Отслеживание движения транспорта;
- Определение местоположения людей;
  - Контроль личного состава в районе заданной области (КПП, пост охраны и т. п.). Регистрируется вход/выход носителя метки в регистрируемую область. Возможность генерирования сигнала тревоги в случае покидания поста;
- Контроль выноса дорогостоящего оборудования. При несанкционированном выносе оборудования из охраняемого помещения генерируется сигнал тревоги;
  - Контроль спортивного инвентаря (мотоциклы, картинги, велосипеды и т. п.). При несанкционированном изъятии инвентаря из охраняемой области возникает сигнал тревоги;
- Контроль и учёт рабочего времени служащих. Регистрируются все временные моменты, связанные с появлением и исчезновением с территории офиса служащих.

## Применение
Сферы применения систем дальней идентификации обширны и включают в себя системы безопасности, системы мониторинга контейнеров на площадках для хранения, охраняемые автомобильные стоянки, идентификацию транспорта, в широком понимании этого слова (не только автомобили, но и железнодорожный транспорт, контейнеры и т. д.) и др.
Система может работать в двух режимах: режим доступа и режим мониторинга.

##### Регистрация результатов спортивных соревнований
Технология дальней идентификации позволяет фиксировать и в реальном времени передавать на компьютер результаты промежуточного финиша спортсменов. Для этого на ногу спортсмена крепится комбинированная активно-пассивная метка. На трассе укладывается петля шириной около полуметра и длиной 15-20 метров. При пересечении спортсменом петли последняя активирует метку, и активная часть метки передает код спортсмена по радиоканалу на расположенный рядом с трассой переносной считыватель, который фиксирует момент пересечения петли спортсменом. Совмещение пассивной части, активируемой петлей на ограниченном расстоянии, и активной части метки, передающей свой код на расстояние до нескольких десятков метров, позволяет получить необходимую точность фиксации. Кроме того, поскольку активная часть метки вступает в действие только в момент пересечения петли, энергия встроенной литиевой батарейки расходуется очень экономно. Оборудование по данному проекту прошло испытания на трассе на реальных спортивных соревнованиях.

##### Учет движения автомобилей, платные дороги
Технология дальней идентификации была применена на карьере для регистрации въезда-выезда самосвалов при отсутствии заграждающих сооружений.
Другое применение технологии - на платных автодорогах. При въезде владельцев автомобилей, снабженных меткой, автоматически снимается плата за проезд. Организация оплаты - тоже несложная задача, которая может быть решена, к примеру, следующим образом: на АЗС водитель покупает метку для проезда определенного количества километров по платной дороге и помещает её в автомобиль. 
Российский опыт
Мониторинг местонахождения шахтеров в шахте
Применительно к человеку технология дальней идентификации используется, в основном, в складских помещениях, где у работника руки часто заняты грузом или тележкой, и прохождение через закрытые двери отнимает дополнительное время.
Но также есть примеры нестандартного применения технологии: например, мониторинг шахтеров в шахте. Для этого в фонарь рабочего монтируется активная метка, работающая на частоте 2,45 ГГц, при этом на протяжении всей шахты (в среднем, каждые 100-300 метров) устанавливаются считыватели. Таким образом, шахтер (точнее, метка в его фонаре), перемещаясь по шахте, фиксируется установленными в ней считывателями. В случае необходимости, оператор компьютера, на который передаются данные, может с достаточной точностью установить, где и сколько рабочих находится в данный момент. Такой способ определения местоположения шахтеров считается ненадежным и не рекомендуется к использованию, поскольку шахтер может легко обмануть систему, уйдя по сбойкам через другие штреки, при этом система будет продолжать "думать", что он находится на рабочем месте.
Мониторинг грузовых тележек
В качестве примера мониторинга различных грузов можно привести систему, реализованную в одном из московских аэропортов. Каждая грузовая тележка снабжается активной меткой, а по маршруту движения тележек устанавливаются считыватели. На основании поступающей со считывателей информации компьютер постоянно фиксирует перемещение грузов на тележках по территории аэропорта, и потеря груза практически исключается.

#### Зарубежный опыт
За рубежом технология дальней идентификации чаще всего применяется для отслеживания и регистрации контейнеров, автобусов, трамваев, вагонов поездов, грузовых автомобилей и других транспортных средств. Дальняя идентификация используется также для мониторинга разнообразных объектов, начиная от пивных кегов и тележек в аэропорту и заканчивая контролем местонахождения врачей в клиниках и животных на животноводческих фермах.
Есть примеры нестандартного применения технологии: использование радиочастотных меток для исследования пещер, внедрение технологии в музеях для автоматического предоставления посетителям необходимой информации , а компания Airbus реализовала около 20 проектов, использующих систему дальней идентификации для улучшения складской логистики и управления активами, что дало финансовые выгоды в миллионы евро ежегодно с периодами окупаемости в большинстве случаев меньше одного года. Финансовая выгода обуславливается более высоким уровнем автоматизации, включающим сокращение инвентаря и основного капитала, и улучшением производительности труда и качества продукта .

## Преимущества и недостатки
Активные метки имеют преимущество перед пассивными в тех ситуациях, когда требуется идентификация объекта на дальнем расстоянии от считывателя и/или при большой скорости движения объекта.
Для качественной работы считыватель должен обладать некоторыми характеристиками. Кроме необходимой дальности чтения, требуется высокий класс защиты и возможность внешней установки. Это прежде всего подразумевает герметизированные входы, защиту от осадков и конденсата, возможность работы в диапазоне отрицательных температур и проч.
К недостаткам можно отнести следующий факт: батареи идентификаторов со временем садятся, сами идентификаторы приходится заменять. Длительность эксплуатации зависит от интенсивности работы идентификатора. Наиболее качественные из них рассчитаны на работу в течение 5–8 лет, иногда до 10 лет, но источник питания не будет работать вечно, и это следует учитывать при внедрении данных систем.

## Производители оборудования
На российском рынке из зарубежных производителей представлена продукция компаний NEDAP (Голландия), TagMaster (Швеция), Becker Mining Systems (Германия), Feig (Германия), PAL Electronics Systems (Израиль). 
Из отечественной продукции можно упомянуть считыватели и идентификаторы, выпускаемые под торговой маркой PARSEC, но это считыватели для СКУД. 
Из производителей, направленных на реализацию складских и оптово-розничных решений активно выпускает разнообразную продукцию компания IDLogic.

## Стандарты
Технология дальней идентификации регулируется стандартом ISO 18000 — «RFID для управления товарами: беспроводной интерфейс»